# كانسو شيتين
كانسو شيتين (مواليد 26 مايو 1993) هي لاعبة كرة طائرة تركية تلعب في نادي فنربخشة.